# Deutsche Privatschule Sonderburg
Deutsche Privatschule Sonderburg er en tysksproget privatskole i Sønderborg. Skolen har ca. 200 elever fra børnehaveklasse til 10. klasse. Skolen har også tilknyttet en børnehave samt en SFO. Skolens motto er: Teamwork, Mehrsprachigkeit, Kulturbro.